# Obraščanje organizmov
Biofouling ali biološko obraščanje je nezaželeno zbiranje mikroorganizmov, rastlin, alg in/ali živali na mokre površine.

#### Vpliv
Obraščanje je, ekonomsko gledano, še posebej nezaželeno na ladijskem trupu, kjer se lahko z visoko stopnjo obraščenosti zmanjša zmogljivost plovila in poveča poraba goriva  biološko obraščanje se pojavlja v vseh okoliščinah, kjer so tekočine na vodni osnovi v stiku z drugimi materiali. Industrijsko pomembni primeri so membranski sistemi, kot so membranski bioreaktorji in reverzna osmoza spiralne membrane ciklov hladilne vode velike industrijske opreme in elektrarn. Obraščanje se lahko pojavi tudi v naftovodih, kjer se pretakajo olja pomešana z vodo, še posebej tista, ki pretakajo že uporabljena, rezalna, topilna in hidravlična olja.

## Proti obraščanje
Proti obraščanje je postopek odstranjevanja ali preprečevanje kopičenja obraščanja. V industrijskih procesih, lahko uporabljamo bio-disperzijski premaz  za nadzor obraščanja. V manj nadzorovanih okoljih je možna uporaba antibakterijskih premazov, ki vsebujejo biocide ali nestrupene premaze, ki preprečujejo organizmom oprijem. 

#### Biocidi
Biocidi so kemične snovi, ki lahko odvrnejo ali ubijejo mikroorganizme, odgovorne za Obraščanje. Biocidi so vključeni v površinske premaze proti obraščanju, po navadi s fizikalno adsorpcijo ali s kemično modifikacijo površine. Do obraščanja na površinah pride po oblikovanju biofilma. Biofilm ustvari površino, na katero se večji mikroorganizmi zlahka prirastejo. V morskih okoljih se to po navadi odraža v obraščenosti s školjkami. Cilj biocidov so pogosto mikroorganizmi, ki povzročajo začetni biofilm, tipično so to bakterije. Ko so (mikroorganizmi op. pr.) mrtvi , se ne morejo širiti in takrat jih lahko odstranite.  Drugi biocidi so strupeni za večje organizme v Obraščanju, kot so glive in alge. Najpogosteje uporabljeni biocid  in antibakterijski agent, je molekula tributilkositra (TBT). Ta je strupen tako za mikroorganizme kot tudi za večje vodne organizme. Ocenjuje se, da iz TBT pridobljeni premazi proti obraščanju pokrivajo 70% plovil na svetu. 
Razširjenost TBT in drugih antibakterijskih premazov za pomorska plovila, ki bazirajo na kositru, je sedanji okoljski problem. Izkazalo se je, da TBT povzroči škodo številnim morskim organizmom, natančneje ostrigam in mehkužcem. Že izjemno nizke koncentracije (20 ng/l) molekul tributilkositra (TBT) povzročajo napačno rast lupine v ostrigah Crassostrea gigas in razvoj moških značilnosti v ženskih spolnih žlezah pri polžu morski volek Nucella lapillus, kjer se je gonokarakteristična sprememba začela že pri 1 ng/l. 
Mednarodna pomorska skupnost je spoznala to kot problem ter zaradi tega načrtuje postopno opuščanje kositernih premazov, vključno s prepovedjo uporabe le-teh na novo zgrajenih plovilih.  Ta faza opuščanja strupenih biocidnih zaščitnih premazov predstavlja velik problem za pomorsko industrijo in predstavlja velik izziv za proizvajalce alternativnih, naravi prijaznejših premazov. Varnejše metode nadzora obraščanja aktivno raziskujejo ter aplicirajo v novih, varnejših tehnologijah.  Bakrove spojine so bile uspešno uporabljene v barvah ter se še naprej uporabljajo za metalizacijo (na primer Muntzeva litina, ki je bila posebej izdelana za ta namen), čeprav še vedno potekajo tudi razprave o varnosti bakra. 

#### Nestrupeni premazi
Nestrupeni premazi proti obraščanju, preprečujejo pritrditev mikroorganizmov ter tako nadomeščajo uporabo biocidov. Poleg tega so ti premazi običajno izdelani na osnovi polimerov in raziskovalci so sposobni načrtovanja samozdravljenja premazov. 
Obstajata dve vrsti nestrupenih premazov proti obraščanju. Najpogostejši način temelji na nizkem trenju in nizki površinski energiji. To se odraža kot hidrofobna površina. Ti premazi ustvarijo gladko površino, ki lahko preprečijo oprijem večjih mikroorganizmov. Po navadi se uporabljajo fluoropolimeri in silikonski premazi. Ti premazi so ekološko inertni, vendar imajo težave z mehansko trdnostjo in dolgoročno stabilnostjo. Natančneje, po določenem času lahko biofilm (mulj) prekrije površino, ta onemogoči kemično dejavnost zaščite in tako pripravi mikroorganizmom podlago za oprijem. 
Drugi razred nestrupenih premazov proti obraščanju so hidrofilni premazi. Opirajo se na visoke vrednosti hidracije, da bi povečali odstranjevanje energetske vrednosti vode in tako preprečili beljakovinam in mikroorganizmom oprijem. Najpogostejši primeri teh premazov temeljijo na visoko hidriranih zwitterionih, kot so glicinbetain in sulfobetain. Ti premazi imajo tudi nizko trenje, vendar so boljši zaradi hidrofobne površine, ki preprečuje oprijem bakterijam in s tem nastajanje biofilma.  Ti premazi še niso na voljo na tržišču in so del večjih raziskav, ki jih urad za pomorske raziskave namenja za razvoj okolju varnih biomimetskih ladijskih premazov. 

## Vrste
Obraščanje je razdeljeno na microfouling - nastanek biofilma in oprijema bakterij - in macrofouling - pritrditev večjih organizmov, kateri glavni krivci so školjke klapavice, črvi kolobarniki polychaete, mah in alge. Skupaj tvorijo ti organizmi skupnost obraščanja.
Posamično so ti organizmi zelo majhni, a združeni v ogromne množice, resno zmanjšujejo manevrske sposobnosti ladij glede na nosilnost. Obraščanje povzroča veliko premoženjsko in gospodarsko škodo ter stroške vzdrževanja marikultira, ladijske industrije, vojaških ladij, in podmorskih cevovodov. Vlada in industrija v Ameriki porabita več kot $5.7 miljard letno za preprečevanje in nadzor morskega obraščanja.

## Zgodovina
Bio obraščanje, predvsem ladij, je bilo problem že pred stoletji in je verjetno tako dolgo, kot človeštvo jadra po oceanih.  V Deipnosophistae  je Athenaeus opisal prizadevanja proti obraščanju, pri gradnji velike ladje Hieron of Syracuse (umrl 467 pred našim štetjem). . Že pred 18. stoletjem so poskušali različne tehnike za preprečevanje obraščanja z uporabo treh glavnih snovi: »Bela snov«, ki je bila mešanica lokomotivnega olja, smole in žvepla, »Črna snov«, je bila zmes katrana in smole in »Rjava snov«, ki je bilo zgolj žveplo dodano »Črni snovi«. 
Bakrene lističe je prvi predlagal Charles Perry leta 1708 kot pripomoček za preprečevanje zaraščanja, vendar so prve poskuse z ovojem iz bakra izvedli šele po letu 1750. V tem času so dna in strani več ladij, kobilice in lažne kobilice obložili z bakrom.
Baker deluje zelo dobro pri zaščiti trupa pred invazijo lesnega črva in za preprečevanje rasti morskega plevela. V stiku z vodo baker proizvaja strupen film, sestavljen predvsem iz oksiklorida, ki odvrača morske organizme. Poleg tega, da je ta film slabo topen in se le postopoma izpere, ni načina, na katerega bi se lahko morski organizmi prirasli na ladijski trup. 
Okoli 1770, se je kraljeva mornarica lotila bakrenja dna celotne flote, kar je delala do konca uporabe lesenih ladij. Postopek je bil tako uspešen, da je izraz bakreno dno  postal sinonim za biti »zelo zanesljiv in brez tveganja«.

## Druga področja pojavljanja
Obraščanje se lahko pojavi tudi v talni vodi vodnjakov, kjer zvišanje lahko omeji pretočne vrednosti. Pojavlja se tudi na zunanjosti in notranjosti v ocean položenih cevi. V slednjem primeru se je izkazalo, da je obraščanje posledica ostankov morske vode, zaradi pretoka zraka skozi cev in jo je treba odstraniti v procesu čiščenja cevi.
Obraščanje se pojavlja tudi na površini živih morskih organizmov, znano kot epibioza.